# Saint-Romain-de-Colbosc
Saint-Romain-de-Colbosc là một xã thuộc tỉnh Seine-Maritime trong vùng Normandie miền bắc nước Pháp.

## Dân số
| 1962                                            | 1968 | 1975 | 1982 | 1990 | 1999 | 2006 |
| ----------------------------------------------- | ---- | ---- | ---- | ---- | ---- | ---- |
| 2675                                            | 3003 | 3631 | 3595 | 3588 | 3937 | 3909 |
| Starting in 1962: Population without duplicates |      |      |      |      |      |      |